# Achaearanea koepckei
Achaearanea koepckei är en spindelart som beskrevs av Claude Lévi 1963. Achaearanea koepckei ingår i släktet Achaearanea och familjen klotspindlar.
Artens utbredningsområde är Peru. Inga underarter finns listade i Catalogue of Life.